# ساموئل گئورگیان
ساموئل وُلودیایی گئورگیان (Սամվել Վոլոդյայի Գևորգյան؛ زادهٔ ۲ اکتبر ۱۹۴۸ - درگذشته ۱۷ ژوئن ۲۰۱۴) یک سیاستمدار، لغت‌شناس و ویراستار اهل ارمنستان بود که از تاریخ ۱۹۹۵ تا تاریخ ۱۹۹۹ نمایندگی دوره اول مجلس ملی جمهوری ارمنستان را برعهده داشت.

## زندگی‌نامه
در ۲ اکتبر ۱۹۴۸ در زارینجا به دنیا آمد و از دانشکده فلسفه دانشگاه دولتی ایروان فارغ‌التحصیل شد. وی از اعضای کمیته قره‌باغ بود.  وی در ۱۷ ژوئن ۲۰۱۴ در سن ۶۵ سالگی در ایروان درگذشت.

## یادداشت
1. ↑  ՀՀ Հեռուստա և ռադիոhաղորդումների Պետական Վարչության պետ
2. ↑  (որպես ՀՀ Հեռուստա և ռադիոյի Պետական Կոմիտեի նախագահ)
3. ↑  ՀՀ Ազգային ժողովի պաշտպանության, ազգային անվտանգության և ներքին գործերի մշտական հանձնաժողովի նախագահ